# Serge Bonin
Serge Bonin est un comédien et homme politique québécois. Depuis le 7 novembre 2021, il est porte-parole de l'opposition de la ville de Lévis.

## Biographie

### Comédien
Après des études à l'Université Laval, Serge Bonin gradue du Conservatoire d'art dramatique de Québec en 2000,. Parmi sa cohorte se trouvent également les comédiennes Julie Daoust et Hélène Florent, avec qui il partage la scène dans par la suite.
Il cofonde en 2000 le Théâtre du Palier, qui est opérationnel jusqu'en 2004,. Au fil des années, il joue dans une cinquantaine de pièces présentées dans plusieurs théâtres de Québec dont le Petit Champlain, Premier Acte, le Trident, le Périscope et La Bordée. En plus d'être interprète, il signe lui-même l'écriture et la mise en scène de nombreuses pièces auxquelles il participe. Parallèlement à sa carrière sur la scène théâtrale de Québec, il participe à une quinzaine de films et séries télévisées. Il tourne notamment sous la direction des réalisateurs Benoît Pilon, Charles Binamé et Jeremy Peter Allen.
Il également fut directeur de la Chaire publique de l'AELIES, qui organise des conférences publiques sur des enjeux d'affaires publiques. Sous sa gouverne, l'organisation présente des panels qui couvrent différents enjeux sujets tels que le transhumanisme, les changements climatiques, les relations avec les premiers peuples, le nationalisme québécois et plusieurs autres enjeux de société. Il y invite des intervenants tels que Jean-Martin Aussant, Olivier Bernard (le Pharmachien) ou Bernard Lavallée (le nutritionniste urbain). Il participa dans le cadre de ses fonctions à la tranformation de la série télévisée Cogito en web-série Néo.

### Engagement politique
Son désir d'engagement politique remonte à un événement lors duquel il a été chauffeur d'un soir pour Bernard Landry, en l'an 2000. Prisonnier d'une tempête hivernale dans sa voiture avec l'ex-premier ministre du Québec, à Saint-Jean-Chrysostome, il raconte y avoir trouvé l'inspiration pour «le mariage entre rigueur économique et son amour pour la culture» qu'il entend mettre de l'avant.
En 2012, il est l'un des signataires du livre Notre indépendance, dans lequel il écrit un chapitre. L'ouvrage est cosigné par 27 autres auteurs dont plusieurs personnalités politiques tels que Pierre Curzi, Françoise David et Jean-Martin Aussant, mais également des artistes dont Emmanuel Bilodeau et Guillaume Wagner. Puis en 2016, lors de la course à la succession de Pierre-Karl Péladeau, il donne un coup de main à la candidate Martine Ouellet.
En 2018, après s'être impliqué sur l'exécutif local du Parti québécois dans la circonscription de Chutes-de-la-Chaudière, il est lui-même candidat pour les élections générales québécoises de 2018. Lors de son lancement de campagne, il réalise un «spectacle d’investiture» dans lequel il affiche son intention de combiner la culture à son engagement politique. Bien qu'il ne soit pas élus comme député, il poursuit son implication au Parti québécois à la suite de la campagne en se joignant à l'exécutif du parti.

### Politique municipale
En 2021, il se présente aux élections municipales de Lévis comme conseiller le district de Saint-Étienne. Il cause la surprise en remportant l'élection et en devenant le seul élu d'opposition face à l'équipe du maire Gilles Lehouillier. Comme sa formation politique, Repensons Lévis, a obtenu plus de 20% des votes, il bénéficie de budgets de recherche et d'un cabinet comme principal parti d'opposition. 
Au fil des années se néanmoins une certaine rivalité avec l'administration en place, l'élu disant faire l'objet de d'«obstruction» et d'«isolement» et dénonçant des délais «inhumains». Les tensions sont particulièrement vives à l'occasion du budget 2024 de la ville, dans lequel une hausse de taxes de 7,7% est annoncée,. Serge Bonin dénonce également le fait que le budget n'inclut pas de mise à jour de la dette, allant même jusqu'à porter plainte auprès de la Commission municipale du Québec,.
À l'occasion d'une élection partielle, il est rejoint au conseil de ville par le conseiller Alexandre Fallu, qui est élu dans le district Christ-Roi. En novembre 2023, Repensons Lévis tient un vote de confiance envers son chef en poste, Elhadji Mamadou Diarra. Le parti ne renouvelle pas sa confiance envers l'ex candidat à la mairie, ouvrant la porte à une course à sa succession. Le 9 avril 2024, étant le seul candidat en lice, Serge Bonin prend les rênes de la formation politique et est désigné candidat pour les élections municipales québécoises de 2025.

### Vie privée
Serge Bonin est père de quatre enfants.

## Résultats électoraux
| Candidat | Candidat      | Parti           | Voix  | %       |
| -------- | ------------- | --------------- | ----- | ------- |
|          | Serge Bonin   | Repensons Lévis | 1 450 | 51,27 % |
|          | Mario Fortier | Lévis Force 10  | 1 378 | 48,73 % |
| Total    | Total         | Total           | 2 828 | 100 %   |

|                                                                                               | Nom                   | Parti               | Nombre de voix | %      | Maj.   |
| --------------------------------------------------------------------------------------------- | --------------------- | ------------------- | -------------- | ------ | ------ |
|                                                                                               | Marc Picard (sortant) | Coalition avenir    | 25 777         | 59,5 % | 19 739 |
|                                                                                               | Ghyslain Vaillancourt | Libéral             | 6 038          | 13,9 % | -      |
|                                                                                               | Olivier Bolduc        | Québec solidaire    | 4 950          | 11,4 % | -      |
|                                                                                               | Serge Bonin           | Parti québécois     | 4 055          | 9,4 %  | -      |
|                                                                                               | Philippe Gaboury      | Conservateur        | 1 854          | 4,3 %  | -      |
|                                                                                               | Stéphane Blais        | Citoyens au pouvoir | 341            | 0,8 %  | -      |
|                                                                                               | Evelyne Henry         | NPD Québec          | 301            | 0,7 %  | -      |
| Total                                                                                         | Total                 | Total               | 43 316         | 100 %  |        |
| Le taux de participation lors de l'élection était de 76,6 % et 764 bulletins ont été rejetés. |                       |                     |                |        |        |

## Filmographie

### Au cinéma
- 1997 : La Comtesse de Bâton Rouge d'André Forcier
- 2005 : Maurice Richard de Charles Binamé : gardien de but[36]
- 2008 : Ce qu'il faut pour vivre de Benoît Pilon : l'aumônier[37]
- 2013 : Il était une fois les Boys de Richard Goudreau : professeur de Fern
- 2016 : Feuilles mortes de Édouard Tremblay, Thierry Bouffard et Carnior : Paul
- 2017 : Ailleurs de Samuel Matteau
- 2020 : Le Club Vinland de Benoît Pilon : prêtre homélie

### À la télévision
- 2006 : René Lévesque : Éric Gourdeau
- 2009 : Tout sur moi : plombier
- 2010 : Mirador : ambulancier
- 2011 : Malenfant : mari de la cliente
- 2011 : Toute la vérité : enquêteur de Dominique
- 2012 : Chabotte et fille : Jonathan Rioux[38]
- 2012 : Les Boys : client mécontent
- 2014 : Complexe G : ambulancier
- 2014-2019 : Cogito : animateur et réalisateur
- 2021-2022 : Néo : animateur
- 2021 : La Faille : policier, chambre d'Esther

## Théâtre
- 1998 : La grande croisade (comédien et collaboration au texte)
- 2000 : On s'occupe de vos rêves (comédien)
- 2000 : Le temple (comédien)
- 2001 : Monsieur Lovestar et son voisin de palier (comédien et mise en scène)[39]
- 2001 : Yerma (comédien)
- 2001 : Le chien de Culann (comédien)
- 2001 : Les menteries du vendredi (comédien)[40]
- 2002 : Les justes (comédien)[41]
- 2002 : La dernière lune (comédien)
- 2002 : L'homme de mes rêves (comédien)[40]
- 2002 : La double inconstance de Mariveau (comédien)
- 2003 : Marie Tudor (comédien)
- 2003 : Le seuil du palais du roi (comédien)
- 2003 : Iphigénie ou Le péché des dieux (comédien)
- 2003 : Œdipe à Colone (comédien)
- 2003 : Cuisine et dépendances (comédien)[42]
- 2004 : La bonne âme du Setchouan (comédien)
- 2004 : Le Cid (comédien)
- 2004 :Un petit jeu sans  conséquence (mise en scène)[43]
- 2005 : Sainte Jeanne (comédien)
- 2005 : Hollywood (ou partenaires) (mise en scène)[44]
- 2005-2006 : Le conte d'hiver (texte - adaptation de Shakespeare)[45]
- 2006 : Quand le sage pointe la lune, le fou regarde le doigt (comédien et co-auteur)[46]
- 2007 : Les mains sales (comédien)
- 2007 : Le père Noël est une ordure (comédien)[47]
- 2008 : Cyrano de Bergerac (comédien)[48]
- 2008 : La cerisaie (visite libre) (comédien)
- 2008 : Du ciment sur les ailes (texte)
- 2009 : Le petit prince (comédien)
- 2010 : Henri IV (comédien)
- 2010 : À la défense des moustiques albinos (comédien)
- 2011 : La locandiera (comédien)
- 2011 : À la recherche d'Elvis (comédien)[49]
- 2012 : Le misanthrope (comédien)
- 2014 : À toi (comédien)[50]
- 2014-2017 : Trésors de la capitale (comédien)[51],[52]
- 2016 : Fire Lake, ville minière, 1986  (comédien)[53]
- 2020 : Le beau risque (comédien)
- 2021-2024 : Le criard (comédien)